# نادي أفاي
نادي أفاي لكرة القدم هو نادي كرة قدم برازيلي، من مدينة فلوريانوبوليس في سانتا كاتارينا. تأسس النادي في 1 سبتمبر 1923، ويعرف بلباسه الأبيض والأزرق. يعتبر لاعب كرة المضرب المعتزل غوستافو كويرتن أبرز مشجعي الفريق.